# Adrastea (měsíc)
Adrastea (Řecky Αδράστεια), též známá jako Jupiter XV, je v pořadí 2. měsíc Jupitera a nejmenší z jeho tzv. vnitřních měsíců.

## Objev
Tento měsíc byl objeven na snímku, který pořídila kosmická sonda Voyager 2 astronomy Davidem C. Jewittem a G. Edwardem Danielsonem 8. července 1979. Obdržel prozatímní označení S 1979 J1.

## Původ jména
Pojmenován byl v roce 1983 podle postavy z řecké mytologie, nymfy Adrásteiy, která vychovávala boha Dia (protějšek římského boha Jupitera) poté, co jí jej svěřila jeho matka Rheia, aby jej ukryla před Kronem.

## Orbit
Adrastea, stejně jako Metis, leží uvnitř hlavního prstence Jupiteru a oba měsíce mohou být zdrojem materiálu pro prstenec.

## Průměr
Střední průměr měsíce je 16,4 km.

## Rotace
Kolem své osy se otočí za 7 hodin 9 minut, má tedy, podobně jako zemský Měsíc tzv. vázanou rotaci.